# Andrzej Kaleta (Geistlicher)

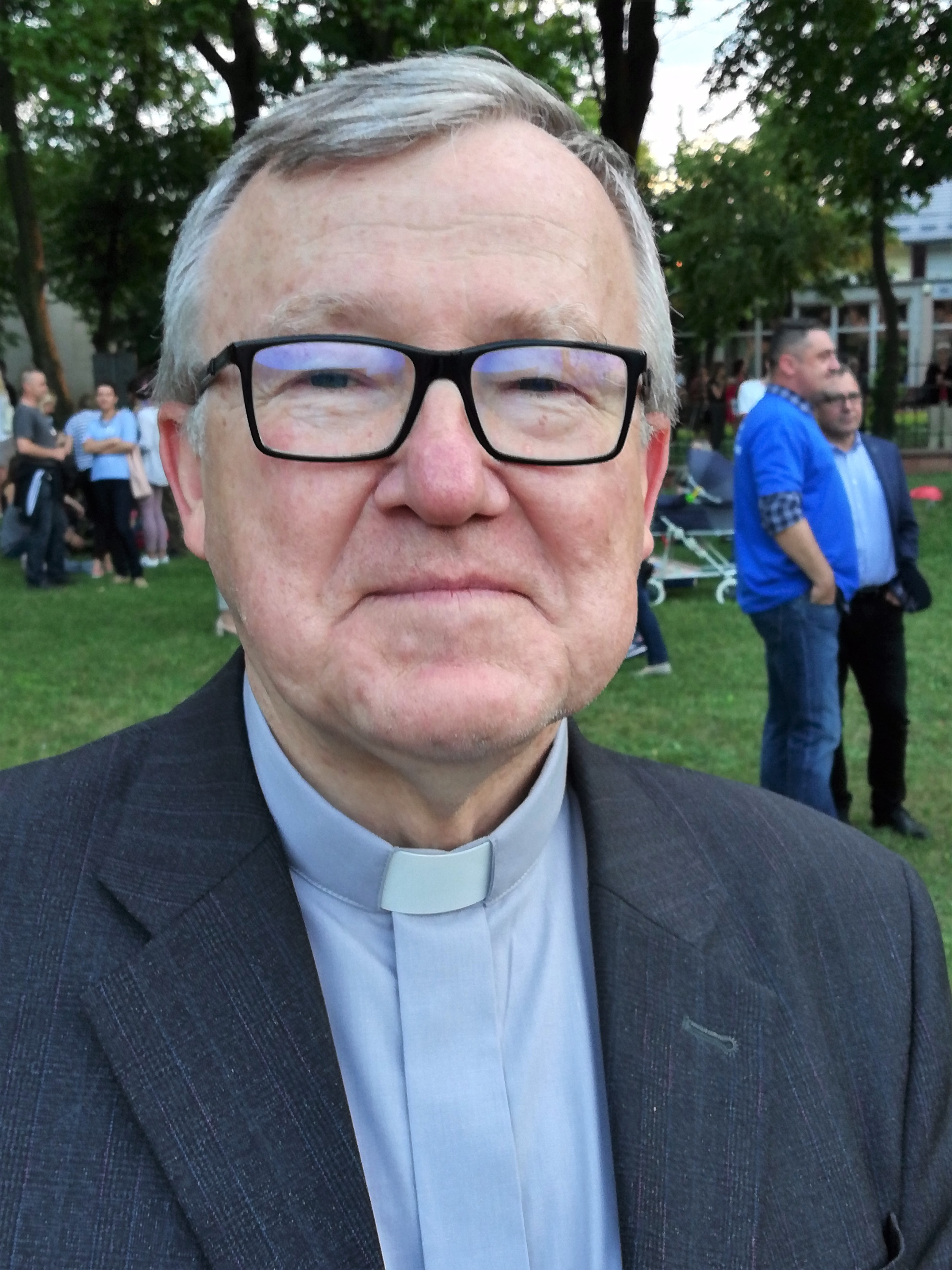
Andrzej Kaleta (2018)

Bischofswappen von Andrzej Kaleta

Andrzej Kaleta (* 14. Februar 1957 in Busko-Zdrój, Polen) ist ein polnischer Geistlicher und römisch-katholischer Weihbischof in Kielce.

## Leben
Nach dem Abitur studierte Andrzej Kaleta zunächst an der Technischen Universität Kielce, bevor er 1979 in das Priesterseminar des Bistums Kielce eintrat. Kaleta empfing am 25. Mai 1985 durch den Bischof von Kielce, Stanisław Szymecki, das Sakrament der Priesterweihe. Von 1985 bis 1988 war Andrzej Kaleta Pfarrvikar in der Pfarrei Mariä Empfängnis in Chmielnik und von 1988 bis 1991 in der Pfarrei Hl. Adalbert in Kielce.
1991 wurde er Präfekt des Priesterseminars in Kielce und 1993 zudem Ehebandverteidiger am Diözesangericht des Bistums Kielce. Von 1994 bis 2006 war Kaleta Direktor der Bibliothek des Priesterseminars in Kielce. 1999 wurde Andrzej Kaleta Professor für Missionswissenschaft am Priesterseminar Kielce und 2001 zudem Professor am Institut für Bibliothekswissenschaft und Journalismus der Humanistisch-Naturwissenschaftlichen Universität Kielce. Außerdem war er seit 2006 Spiritual am Priesterseminar Kielce. Von 2014 bis 2016 war Andrzej Kaleta Pfarrer in Kościelec. 2016 wurde er Bischofsvikar für die Priesterfortbildung.
Am 8. November 2017 ernannte ihn Papst Franziskus zum Titularbischof von Maxita und zum Weihbischof in Kielce. Der Bischof von Kielce, Jan Piotrowski, spendete ihm am 9. Dezember desselben Jahres die Bischofsweihe; Mitkonsekratoren waren der Erzbischof von Krakau, Marek Jędraszewski, und der Apostolische Nuntius in Polen, Erzbischof Salvatore Pennacchio.